# Martijn Budding
Martijn Budding   (Veenendaal, 31 d'agost de 1995) és un ciclista neerlandès, professional des del 2017. En el seu palmarès destaca la Volta a Limburg del 2016.

## Palmarès
- 2015
  - 1r a la Volta a la província de València i vencedor d'una etapa
- 2016
  - 1r a la Volta a Limburg
  - Vencedor d'una etapa de la Ronda de l'Oise
  - Vencedor d'una etapa de l'Olympia's Tour
- 2019
  - 1r a la Volta a Rodes i vencedor d'una etapa
  - Vencedor d'una etapa al Tour de la Mirabelle
  - Vencedor d'una etapa a la Kreiz Breizh Elites